# Uṣṇīṣa

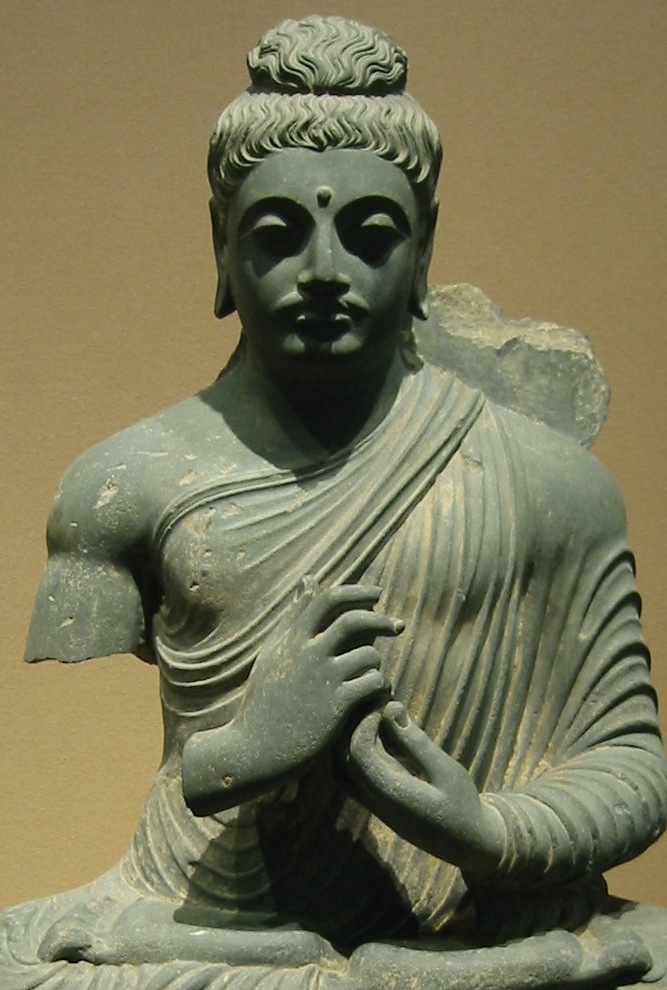
Buddha ritratto nell'arte del Gandhāra con la uṣṇīṣa semicircolare posta in cima alla testa.

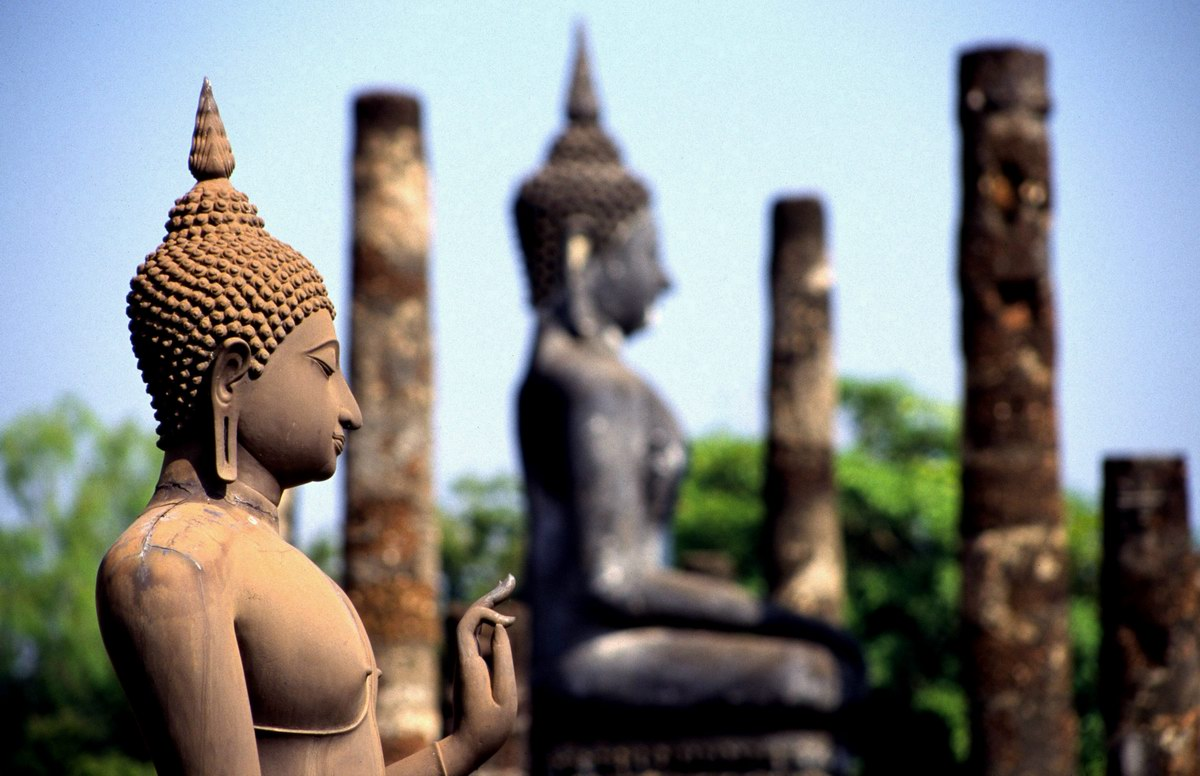
Buddha Thailandese con la caratteristica Uṣṇīṣa a punta.

La Uṣṇīṣa (उष्णीष, protuberanza cranica, cinese: 頂相 pinyin: dǐngxiàng, coreano: jeongsang, giapponese: nikkei / nikukei 肉髻, tibetano: gtsug-gtor) è uno dei Trentadue segni maggiori di un Buddha (Dvātrimāśadvaralakṣaṇa) e corrisponde ad una protuberanza sul cranio. Secondo Hans Wolgang Schumann tale segno è una eredità dell'arte greco-buddhista del Regno di Gandhāra (situato tra l'odierna Valle di Peshàwar in Pakistan,  l'altopiano di Pothohar e il fiume Kabul) del I secolo. Gli scultori ellenisti furono i primi a ritrarre il Buddha in forma umana, precedentemente non era mai stato ritratto e la sua "presenza" artistica si era limitata a orme dei piedi o ad un trono vuoto. Gli scultori del Gandhāra lo ritrassero alla maniera greca, ovvero con un nodo dei capelli posto sul capo. Gli artisti indiani, e quelli degli altri paesi buddhisti, imitarono tale usanza riferendola però solo al Buddha. Ma essendo il Buddha un monaco, e quindi tosato, il nodo dei capelli si trasformò in una protuberanza cranica. Nell'arte del Gandhāra e in Cina la uṣṇīṣa è a forma semicircolare, in Thailandia è a punta o a forma di fiamma, mentre in Cambogia è a forma conica.